# 大宝寺健氏
大宝寺 健氏（だいほうじ たけうじ） は、室町時代後期の武士。大宝寺氏11代当主。武藤健氏とも呼ばれる。

## 略歴
大宝寺淳氏の子として誕生。父の築いた勢力基盤を元に更なる勢力拡大を目指し、幕府に貢物を送って右京亮に任じられる。元服の際は斯波義健から偏諱を受けた。応仁元年（1467年）から応仁の乱が勃発すると、建氏も兵を率いて上洛しようとするが、伊達氏や蘆名氏に阻まれて上洛できなかったという。この頃健氏は上杉姓を名乗っており、上杉氏との結びつきが強かったことをうかがわせる。
死後、家督は子・政氏が継いだ。